# Rudi Garcia
Rudi Garcia (* 20. Februar 1964 in Nemours, Département Seine-et-Marne) ist ein ehemaliger französischer Fußballspieler und heutiger -trainer. Seit Januar 2025 ist er Cheftrainer der Belgischen Fußballnationalmannschaft.

## Familiäres Umfeld
Rudi Garcia hat spanische Vorfahren. Sein 2008 verstorbener Vater José Garcia war Ende der 1960er Jahre ebenfalls kurzzeitig im französischen Profifußball aktiv, spielte aber die meiste Zeit als Amateur bzw. stieg danach auch als Trainer im Amateurbereich ein.

## Karriere

### Als Spieler
Rudi Garcia begann mit dem Fußball als Jugendlicher in Corbeil-Essonnes und Viry-Châtillon. 1982 ging er in die nordfranzösische Bergbauregion Nord-Pas-de-Calais und spielte fortan für den OSC Lille. Nachdem er in seiner ersten Saison nur für die zweite Mannschaft (OSC Lille B) zum Einsatz gekommen war, spielte er ab der nächsten Saison für die Profis. In seine Zeit bei Lille fiel auch ein Zwischenfall im September 1985, als Garcia auf offener Straße von einem Mann, der mit einer Schere bewaffnet war, angegriffen wurde. In den folgenden fünf Jahren blieben ihm jedoch Titel verwehrt. 1988 ging Garcia in die Normandie und heuerte beim SM Caen an. Dort hielt es ihn drei Jahre.
1991 zog es ihn in den Süden Frankreichs zum FC Martigues, für den er ein Jahr spielte. Anschließend war er zwei Jahre vereinslos; stattdessen konzentrierte er sich auf sein Studium und beendete in dieser Zeit auch seine Karriere als Aktiver.

### Als Trainer
Im Jahr 1994 kehrte Rudi Garcia zurück zu seinem ersten Klub, die AS Corbeil-Essonnes, wo er bis 1996 als Jugendtrainer aktiv war und anschließend bis 1998 die Herrenmannschaft trainierte. Ebenfalls 1998 wurde Garcia Konditionstrainer bei der AS Saint-Étienne, ehe er als Assistenztrainer von Robert Nouzaret bestellt wurde. Am 5. Januar 2001 löste er diesen dann als Cheftrainer ab. Diese Position hatte er aber lediglich bis zum Saisonende inne. 2002 wurde Rudi Garcia Trainer bei FCO Dijon; in den folgenden fünf Jahren führte er die Mannschaft in die Ligue 2 und etablierte sie dort. 2007 verließ Garcia die Burgunder und ging zum damaligen Erstligisten Le Mans UC, mit dem er den Klassenerhalt schaffte.
Von 2008 bis 2013 arbeitete Garcia beim OSC Lille. Gleich in seinem ersten Jahr führte er die Mannschaft in der französischen Liga in die Spitzengruppe und nahm anschließend an der Europa League teil. Dort drang Lille bis ins Achtelfinale vor, wo man am FC Liverpool scheiterte. In der Saison 2010/11 spielte man wiederum in der Europa League. In der gleichen Spielzeit gewann Garcias Team mit einem 1:0 gegen Paris Saint-Germain den französischen Pokal. Es war der erste Titelgewinn der Nordfranzosen seit 56 Jahren. Nur ein paar Wochen nach dem Pokalsieg gewann Lille auch den Meistertitel und somit das Double.
Am 12. Juni 2013 wurde er auf einer Pressekonferenz in New York offiziell als neuer Trainer der AS Rom vorgestellt. Er unterschrieb einen Zwei-Jahres-Vertrag. Am 13. Januar 2016 wurde bekannt, dass die AS Rom sich von Garcia getrennt hat. Grund dafür sei die Bilanz von einem Sieg aus den letzten 13 Spielen gewesen. Zuvor erreichte Garcia mit der AS Rom das Achtelfinale der UEFA Champions League.
Am 21. Oktober 2016 wurde Garcia vom französischen Erstligaverein Olympique Marseille als Cheftrainer verpflichtet, er erhielt einen Dreijahresvertrag, der zum Ende der Saison 2018/19 nicht mehr verlängert wurde. Mit Marseille erreichte er das Finale der UEFA Europa League 2017/18, das er mit der Mannschaft allerdings verlor.
Anfang Oktober 2019 übernahm Garcia bei Olympique Lyon als Nachfolger von Sylvinho erneut die Position des Cheftrainers bei einem französischen Erstligisten. Das Finale der Coupe de la Ligue 2019/20 verlor er im Elfmeterschießen gegen Paris Saint-Germain. In der UEFA Champions League besiegte man unter anderem Manchester City, musste sich jedoch im Halbfinale dem FC Bayern München geschlagen geben.
Er verließ Olympique Lyon im Anschluss an die Saison 2020/21, nachdem die Mannschaft in der Liga nur Vierter geworden war und somit die Qualifikation für die Champions League verpasst hatte.
Zur Saison 2022/23 wurde er in Saudi-Arabien Cheftrainer beim Klub al-Nassr FC. Am 13. April 2023 verließ er den Verein „in gegenseitigem Einvernehmen“.
Zur Saison 2023/24 übernahm Garcia die SSC Neapel als Nachfolger des zur italienischen Nationalmannschaft gewechselten Luciano Spalletti, der den Verein in der vorigen Spielzeit zur ersten Meisterschaft seit über 30 Jahren geführt hatte. Am 14. November 2023 wurde Garcia infolge einer 0:1-Niederlage gegen den Abstiegskandidaten FC Empoli und Platz vier in der Liga, inklusive eines Zehn-Punkte-Rückstands auf Tabellenführer Inter Mailand, entlassen.
Im Januar 2025 trat Garcia die Nachfolge von Domenico Tedesco als Trainer der Belgischen Fußballnationalmannschaft an.

## Erfolge

### Als Trainer
- Französischer Meister: 2010/11
- Coupe de France: 2010/11
- UEFA-Europa-League-Finalist: 2017/18
- Coupe-de-la-Ligue-Finalist: 2019/20
- Frankreichs Trainer des Jahres: 2011, 2013, 2014